# إعصار كارول
هذا المقال عن إعصار المحيط الأطلنطي عام 1954، و قد سميت بعض العواصف بنفس الاسم، مثل العاصفة الاستوائية كارول.
يعد إعصار كارول من أسوأ الأعاصير الاستوائية -على الإطلاق- التي اثرت على إقليم نيو إنجلاند بالولايات المتحدة.
نتج أعصار كارول عن موجة استوائية بالقرب من جزر البهاما في يوم 25 أغسطس عام 1954، و ازدادت قوته رويداً رويداً كلما سار في اتجاه الشمال الغربى، و في 27 أغسطس اشتد كارول حتى وصلت سرعة الرياح إلى 100 ميل بالساعة (170 كم في الساعة)، و لكنه ضعف عندما تحول مساره إلى إتجاه الشمال الغربى. حول نطاق جوى منخفض الضغط مسار الإعصار إلى إتجاه الشمال الشرقى، ثم اشتد كارول فيما بعد ليصبح إعصار استوائي. نتج عن العاصفة رياح شديدة وهياج للبحار عند موازاة إقليم الأطلسي الأوسط و جنوب شرق الولايات المتحدة؛ مما أدى إلى فيضانات ساحلية ثانوية وإلحاق أضرار طفيفة بالمنازل في كارولاينا الشمالية وفيرجينيا وواشنطن العاصمة وديلاوير، ونيو جيرسي وزادت سرعة هذا الإعصار ذو التنظيم الجيد في اتجاه شمال الشمال الشرقى حتى وصل لليابس على لونغ آيلند (بالإنجليزية Long Island) ونيو يورك، وكونيتيكت في يوم 31 أغسطس بمنتهى الشدة. وفي صباح اليوم التالى تحول كارول إلى إعصار خارج المدار عندما وصل إلى نيوهامشير.
دمرت الرياح القوية على لونغ آيلاند بنيويورك حوالى 1000 منزل، وتسببت في إنقطاع الكهرباء عن 275,000 شخص، وأسقطت العديد من الأشجار، وتسببت في خسائر ضخمة في المحاصيل. غمرت موجة من العواصف مطار لاغوارديا وطريق مونتوك العام، بينما تركت الجزء الشرقي من لونغ آيلاند منعزلاً. أدى كارول أيضاً إلى رياح شديدة وارتفاع أمواج البحار بنيو إنجلاند، وتسبب في إنقطاع الكهرباء وخدمات الهاتف عن حوالى 150,000 شخص بالمنطقة، وهدم 1,545 منزل، وتدمير حوالى 9,720 منزل وحوالى 3,500 سيارة و3000 مركب. نتج عن كارول 65 حالة وفاة و1,000 حالة إصابة في نيو إنجلاند. يُقدَر إجمالى عدد الوفيات التي نتجت عن إعصار كارول بنحو 68 حالة وفاة واجمالى الخسائر المادية بلغت حوالى 460 مليون دولار أمريكى، ليصبح بذلك أكثر إعصار تسبب بخسائر في تاريخ الولايات المتحدة حينها. سُحب اسم "كارول"، بعد العاصفة، ليصبح أول اسم يُمحَى من قوائم الأسماء بحوض المحيط الأطلنطى.

## تاريخ الأرصاد الجوية
ولَدت موجة إستوائية ضغط جوى منخفض بشمال شرق البهاما في 25 أغسطس، ثم تحركت بإتجاه شمال الشمال الغربى واشتدت لتصبح عاصفة إستوائية بعد 6 ساعات من تكونها. بعد تسميتها بكارول إتجهت العاصفة تدريجياً إلى الشمال واشتدت في ظروف ملائمة بشكل عام. في 26 أغسطس أخبر صيادو الإعصار عن وجود عين الإعصار على بُعد 23 ميل (37 كم) في القُطر بالرغم من كون كارول عاصفة إستوائية. في اليوم التالى اشتدت كارول لتصبح إعصاراً على الرغم من أن موقعها على بُعد حوالى 345 ميل (545 كم) شرق رأس كانافيرال، فلوريدا. تحولت حركة كارول إلى إتجاه الشمال الغربى بسبب مرتفع جوي ضخم فوق جنوب شرق الولايات المتحدة،  واستمر كارول في التفاقم ليصل إلى ذروة شدته الأولية بسرعة 105 ميل في الساعة (170 كيلومتر في الساعة) في 27 أغسطس. كان كارول في هذا الوقت إعصاراً صغيراً، وكان نصف القُطر للرياح القصوى أصغر من الطبيعى بالنسبة لخط العرض والضغط المركزى. بعد أن حافظ على ذروة شدته ل 30 ساعة وتحرك لمسافة حوالى 75 ميل (120 كم)، ضعف كارول قليلاً قبالة ساحل جورجيا.
اشتدت موجة عميقة من منخفض جوي متجهة شرقاً عندما مرت بشرق الولايات المتحدة، مما تسبب في ازدياد سرعة كارول حيث أن مساره تحول إلى اتجاه الشمال و شمال الشمال الشرقي. اشتد الإعصار مرة آخرى يوم 28 أغسطس ليصل إلى الفئة الثانية عندما وقع على مسافة 180 ميل (290 كم) شرق سافانا، جورجيا. مر كارول في وقت مبكر من يوم 31 أغسطس بالقرب من رأس هاتيراس، كارولاينا الشمالية، مع تقديرات طائرات الإستطلاع للسرعة ب 75-125 ميل بالساعة (120-200 كيلومتر في الساعة). استمر الإعصار بشمال الشمال الشرقى مع حركة إلى الأمام تصل إلى 39 ميل في الساعة ( 63 كيلومتر في الساعة)،  واشتد كارول أكثر فوصل إلى اليابسة بشرق لونغ آيلاند كإعصار من الفئة الثانية العليا أو الفئة الثالثة. امتد الإعصار إلى اليابس للمرة الأخيرة فوصل مدينة سايبروك القديمة، كونيتيكت بعد مروره سريعاً بمصب نهرالصوت لونغ آيلاند، في هذا التوقيت حافظ كارول على تكوينه الصغير وعينه الواضحة الحدود بالرغم من الحركة السريعة المُتجهة إلى الأمام وخط العرض. ارتكزت كثافة الإعصار على اليابسة على ضغط 957 مللى بار (28.3 انش زنبق) بجروتون، كونيتيكت، حيث أدت العين إلى ظروف هادئة وسماوات صافية، تلتها رياح بقوة الإعصار وعرام العاصفة الذي دمر 90 بالمائة من منازل المنطقة. فقد كارول خصائصه الإستوائية سريعاً عند عبور كونتيكت وماساتشوستس الغربية كإعصار صغير، وأصبح إعصاراً فوق مداري على جنوب غرب نيوهامشير في وقت مبكر من يوم 1 سبتمبر. استمرت العاصفة الفوق المدارية القوية في اتجاه الشمال إلى أن فقدت هويتها بعد دخول كندا بقرب جنوب كيبك.

## التأثير

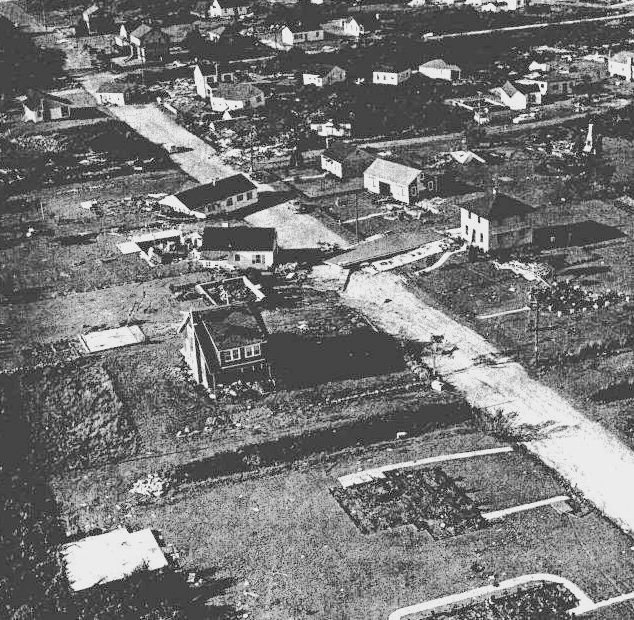
الدمار الذي أحدثه كارول برود آيلاند

### وسط المحيط الأطلنطي
أطلق كارول إنذار الإعصار -قبل التأثير على كارولينا الشمالية- من ويلمينغتون إلى مانتيو. انتشرت انذارات العواصف جنوباً إلى تشارلستون، وأخلى السكان شمال ويلمنجتون على طول المحيط. بقيت الرياح الأقوى إلى شرق إعصار كارول عند المرور بالولاية، رغم أن الرياح التي تراوحت سرعتها من 90 إلى 100 ميل في الساعة (145-160 كم في الساعة) تم الإبلاغ عن وجودها عند رأس هاتيراس. أنتج الإعصار زوبعة من العواصف متعمقاً في الداخل بسرعة 55 ميل بالساعة (90 كم بالساعة) في ويلمنجتون و 65 ميل في الساعة (105 كم في الساعة) في تشيري بوينت، وتسببت هذه الرياح في أضرار زراعية لمحصول الذرة وفول الصويا،  كما تسببت الرياح العالية في أضرار طفيفة للأسطح والمنازل، وأسقطت بعض الأشجار وأسلاك الكهرباء. أتلفت موجات من العاصفة موانئ الصيد بالقرب من الساحل،  و تم الإبلاغ عن فيضان في نيوبيرن، كما حطمت الموجات العالية أيضاً الطرق الساحلية، وبلغت الخسائر بالولاية حوالى 228,000 دولار أمريكي. قطع كاول 100 ميل (160 كم) إلى شرق فيرجينيا، وأنتج رياحاً بسرعة 40 ميل في الساعة (65 كم في الساعة) في فيرجينيا بيتش. أحدث الإعصار أمطاراً بغزارة 4 إنش (100 ملم) في نورفولك، وخفّف سقوط الأمطار -بعيداً إلى الشمال الغربى- من ظروف الجفاف في واشنطن العاصمة. كانت الأضرار طفيفة من فيرجينيا إلى ديلاوير حيث سقطت أمطار خفيفة، وامتدت إلى بنسيلفانيا.
قطعت رياح عالية أسلاك الكهرباء بنيو جيرسي،  مما أدى إلى وفاة شخصين، وبالقرب من الساحل حطمت موجات عالية مماش خشبية وسببت فيضان، وفي بنسلفانيا تسبب كارول في اصطدام جرارة بقطار مما أدى إلى وفاة شخصين. قُدرت الخسائر في الولاية ب 250,000 دولار أمريكي. رُصد ضغط 960 مللي بار (28 إنش زنبق) بلونغ آيلاند الشرقية بالقرب من مكان وصول كارول إلى اليابسة،  و هبت رياح على الجزيرة وصلت إلى 125 ميل في الساعة (200 كم في الساعة)،  مُخلفة آلاف المنازل بدون كهرباء،  كما أسقطت العديد من الأشجار،  و سببت خسائر فادحة في محاصيل الفواكه المختلفة. حطمت الرياح العالية المنازل والمراكب والسيارات المنتشرة،  فقد حُطم حوالي 1000 منزل،  و275,000 شخص فقدوا الكهرباء. غطت موجة عواصف الإعصار طريق مونتوك السريع ب مونتوك فاستطاعت عزل لونغ آيلاند الشرقية بشكل فعال لفترة من الزمن،  وأثر الفيضان أيضاً على مطار لاغوارديا، وبسبب طبيعة العاصفة المُحكمة لم تتأثر مناطق غرب فاير آيلاند إلى حد كبير بالإعصار،  كما كان هناك انقطاع للتيار الكهربائي في نيويورك ولكن الخسائر طفيفة. قُدرت الخسائر في الولاية ب 5 ملايين دولار أمريكي، وتم الإبلاغ عن حالة وفاة واحدة بعد نزوح آلاف الأشخاص.

### نيو إنجلاند وكندا

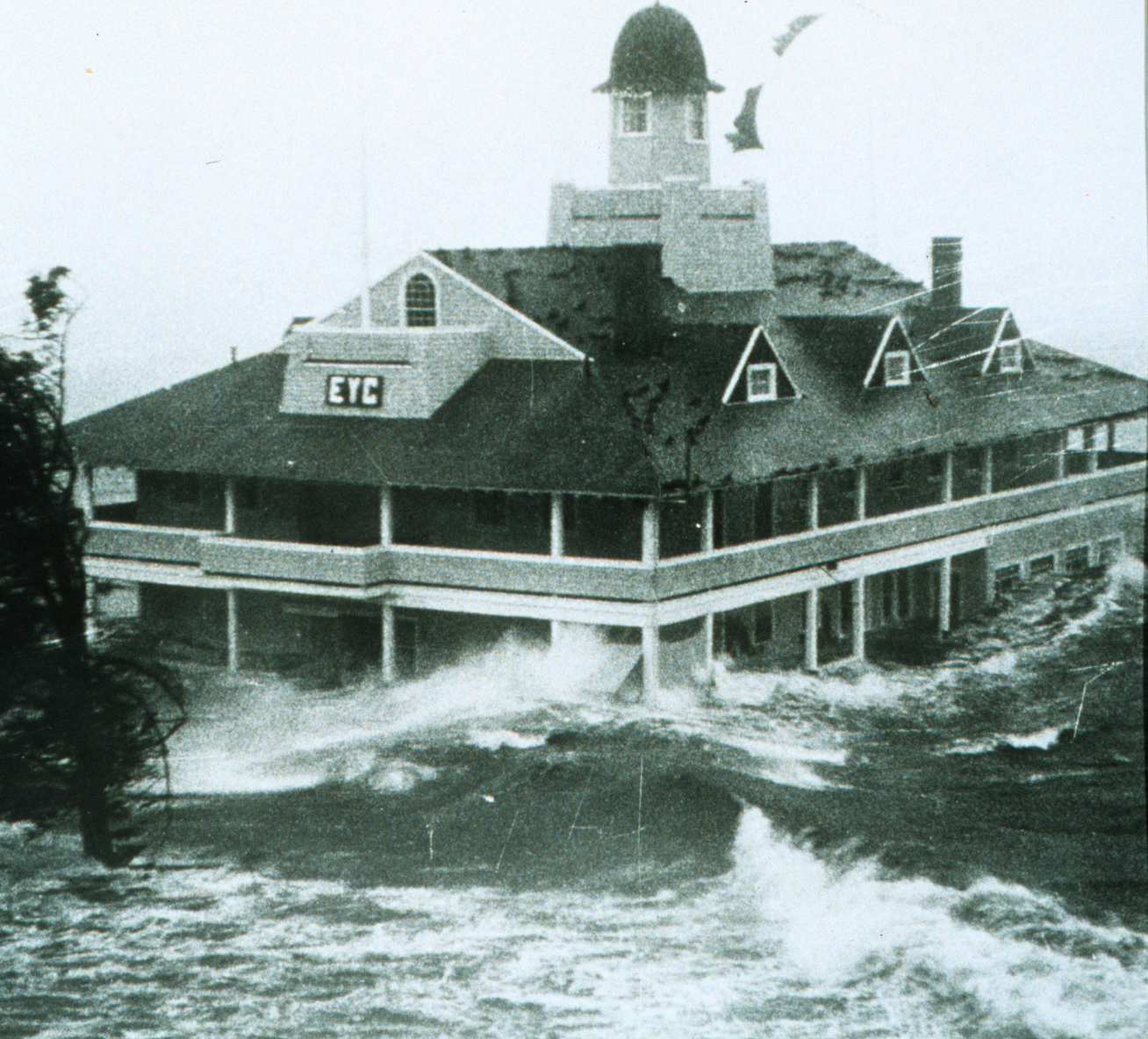
نادي يخت إيدج وود يواجه عرآمة العاصفة من كارول في نيو إنجلاند

أحدث إعصار كارول زوبعة ورياح عاصفة ذات ضغط مرتفع عبر نيو إنجلاند، كما دمرت الرياح القوية من إعصار كارول حوالى 40% من محاصيل التفاح والذرة والخوخ والطماطم من كونتكت الشرقية إلى كيب كود، وقُدر إجمالي الخسارة في المحصول ب 22.25 مليون دولار. دمر الإعصار عدة آلاف من المنازل في نيو إنجلاند، معظمهم دُمر بسبب المياه والعواصف القوية. إجمالياً، تأثرت 11,785 عائلة بالإعصار تأثر مباشر، شاملاً ال 9,720 منزل المحطم و1,545 تم تدميره. خلفت الرياح العالية أكثر من 150,000 شخص بلا كهرباء في نيو إنجلاند، ومن المحتمل أنه وصل إلى ثلث نيو إنجلاند، كما فقد العديد من السكان خدمات الهاتف، ودمر الإعصار أيضاً 3500 سيارة و3000 مركب في الإقليم. تسبب هطول الأمطار الغزيرة في حوادث مرورية، وفيضان صغير. تسبب كارول في خسائر بلغت 460 مليون دولار، مما جعله الإعصار الأطلنطي الأكثر تكلفةً في ذلك الوقت. كان هناك 65 حالة وفاة في نيو إنجلاند  وحوالي 1,000 مصاب،  وبالرغم من الخسائر العالية إلا أن الإنذار المبكر كان له الدور في عدد وفيات أقل من من تلك التي وقعت في إعصار نيو إنجلاند 1938 الذي أثر على نفس المنطقة بنفس القوة، وبلغ عددهم الإجمالي 488 حالة وفاة، بينما بعض المناطق الآخرى لم تتلق إنذار مبكر بسبب انقطاع الكهرباء الذي منع الناس من تلقي إنذارات مكتب الأرصاد الجوية فبل العاصفة.
ضرب إعصار كارول كونتيكت سريعاً بعد المدالعالي، وأدى اتحاده شرقاً مع عرآمات العاصفة التي يتراوح طولها من 10 إلى 15 قدم
(من 3 إلى 4.5 متر) من نيو لندن إلى فيضان نتج عن المد والجزر. كان هناك حوالي 2,000 شخص مقطوعي السبل عندما غمرت مياه الفيضان خط السكك الحديدية بين نيو هيفن ورود آيلاند. سقطت الأمطار الأكثر غزارة والتي وصلت غزارتها إلى 6 إنش (150 ملم) مُلازمة لمرور العاصفة في نيو لندن، كما أطاحت الرياح بجزء من سطح مبنى البلدية. هذه الرياح القوية تركت كثيراً من الجزء الشرقي للولاية بلا كهرباء. بالقرب من الساحل، أدى الاتحاد بين الرياح القوية وعرامة العاصفة إلى هدم وتدمير آلاف الأبنية، من ضمنها 100 منزل تم تدميره، وهُدم العديد من المنازل الآخرى بسقوط الأشجار. نزح آلاف الأشخاص قبل وصول العاصفة إلى المنطقة، وتوفى شخص واحد بالولاية، وبسبب الطبيعة المُحكَمة للعاصفة لاقت كونتكت الغربية آثاراً طفيفة من كارول. قُدرت الخسائر الإجمالية بالولاية ب50 مليون دولار.
تسبب الإعصار في رياح عاصفة ذات سرعة قياسية وصلت إلى 135 ميل في الساعة (215 كم في الساعة) في بلوك آيلاند، بينما على اليابسة برود آيلاند وصلت الرياح المتواصلة إلى ذروتها عند سرعة 90 ميل في الساعة (145 كم في الساعة) في وارويك مع عواصف وصلت ل105 ميل في الساعة (170 كم في الساعة). أنتج كارول عرامة عاصفة عندما كان على وشك الوصول لليابسة حول المد العالي، وصل طولها إلى 14.4 قدم (4.4 متر) في خليج ناراجانست متجاوزاً تلك التي أنتجها إعصار نيو إنجلاند 1938، ثم غمرت عرامة العاصفة وسط مدينة بروفيدنس ب 12 قدم (3.7 متر) من المياه. أشارت تقارير الأخبار أن الفيضانات غطت المنطقة ب 4 أقدام (1.2 متر) في حوالي ساعة، وأسقطت الرياح برجين للإذاعة في المياه. غمرت المياه أيضاً ويسترلى حيث انجرف 200 منزل، كما كانت هناك خسائر كبيرة في نيوبورت  حيث هُدم كازينو نيوبورت. دُمرت بالكامل تقريباً بعض المجتمعات الساحلية، ودُمر 620 منزل و83 مبنى آخر بالولاية، ودمرت الرياح أسطح مئات المباني فأجبرت العديد من الناس على النزوح إلى مخابئ أثناء مرور العاصفة. أسقطت الرياح القوية أيضاً آلاف الأشجار وأسلاك الكهرباء فخيم الظلام على الولاية كاملةً، وانقطعت 95
بالمائة من خدمات الهاتف. بلغت الخسائر بالولاية حوالي 200 مليون دولار، وعلى أقل تقدير 17 حالة وفاة في رود آيلاند.

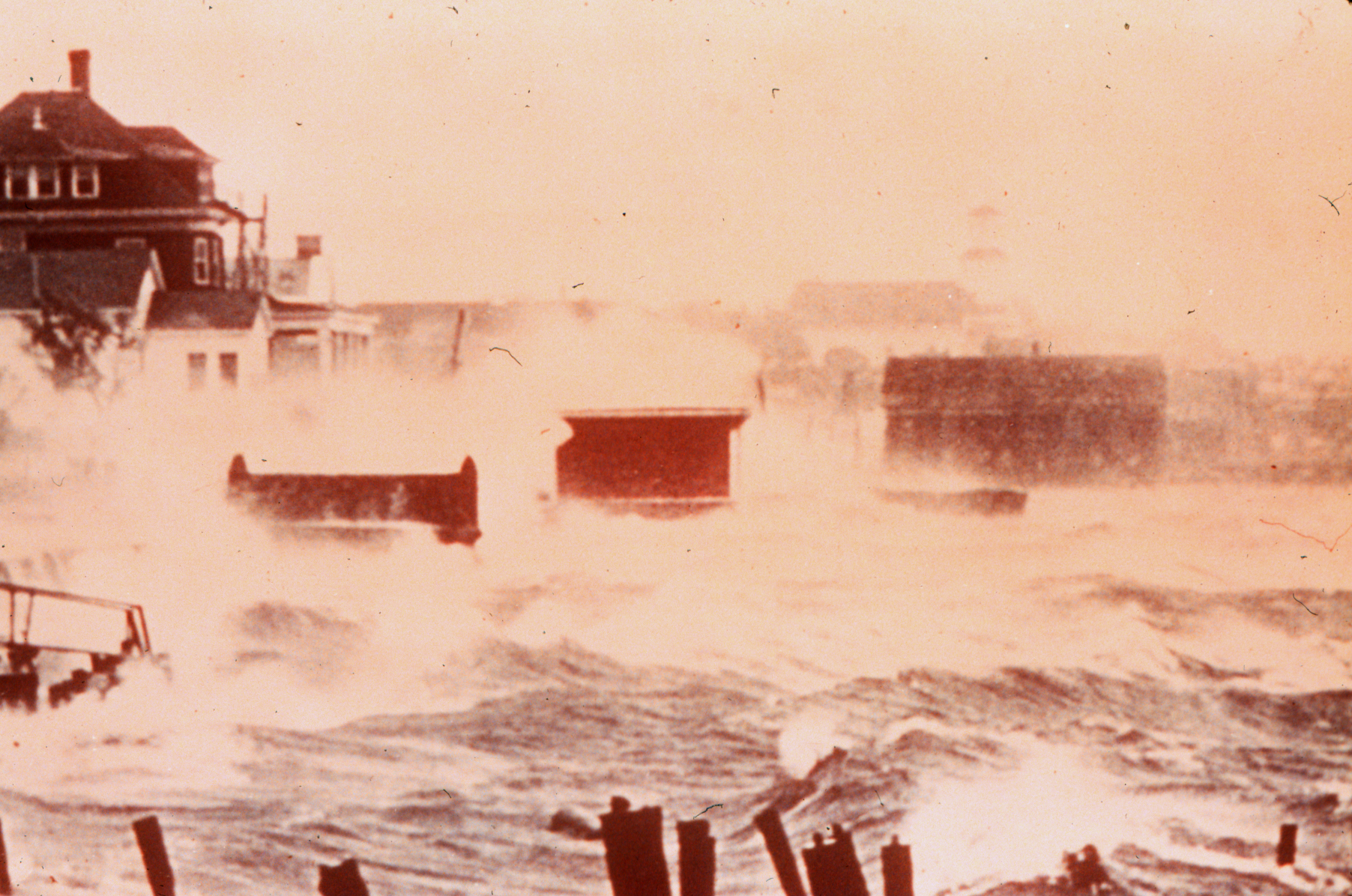
عرامة العاصفة من إعصار كارول في كونيتيكت

نزح 20,000 شخص من كيب كود قبل أن يؤثر كارول على المنطقة،  وفي ماساتشوستس تسبب الإعصار في رياح تراوحت سرعتها من 80 إلى 110 ميل في الساعة(130-180 كم في الساعة) على معظم الجزء الشرقي من الولاية. وصلت العواصف إلى 80 ميل في الساعة(130 كم في الساعة) عند مرقب الأرصاد الجوية ب بلو هيل، ووصلت سرعة العواصف الأعلى بالولاية إلى حوالي 125 ميل في الساعة( 201 كم في الساعة). أسقطت الرياح حوالي 50 مليون بورد فييت من الأشجار بالولاية، واللاتي سقط الكثير منها على أسلاك الكهرباء، فانقطعت الكهرباء أثناء العاصفة عن معظم ماساتشوستس الشرقية. خلف كارول حوالي 15 مليون دولار خسائر في المحصول بالولاية، فقد دمرت الرياح معظم محصول الذرة وحوالي نصف محصول الخوخ وما يقرب من 1.5 مليون بوشل من التفاح. دمرت الرياح العالية برج الكنيسة الشمالية القديمة في بوسطن والذي كان به مكان المصابيح التي كانت مُعلقة أثناء جولة بول ريفير، وقد كان برجاً بديلاً بعدما دمر إعصار في عام 1804 البرج الأصلي. أُعلن عن خسائر كبيرة في بوسطن وويرهام، حوالي 1,500 شخص بلا مأوى، وعلى مستوى الولاية حُطم 3,350 منزل إلى حد ما ودُمر 800 آخرين، كما دمر الإعصار 213 مبنى وألحق الضرر الشديد ب530 مبنى آخر. أُعلن عن عرامات عواصف قوية بالقرب من الساحل  ومد وصل إلى 20 قدم (6.1 متر) في نيو بدفورد مُحققاً بذلك رقماً قياسياً. أُبلغ عن 15 حالة وفاة على الأقل  وقُدرت الخسائر ب175 مليون دولار.
حافظ كارول على شدته متجهاً إلى الداخل، وكانت رياحه قوية بشكل كاف لتدمر الأشجار وأسلاك الكهرباء في نيو هامشير، كما سقطت شجرة على سيارة فقتلت شخص ليكون إجمالي عدد الوفيات بالولاية ثلاث حالات وفاة، بالإضافة إلى 3 ملايين دولار خسائر،  وكان هناك أيضاً حالة وفاة في فيرمونت بالجوار. أحدث كارول رياحاً وصلت إلى 80 ميل في الساعة (130 كم في الساعة) في أوغوستا، مين، وأسقطت الرياح مئات الأشجار في كل أرجاء الولاية، والتي تسبب بعضها في هدم المنازل وتحطيم السيارات وتدمير مبنى، وقطع أسلاك الكهرباء. عاقت الأشجار التي سقطت الطرق السريعة، وأُصيب شخص بسبب سقوط فرع شجرة، وأدى سقوط أسلاك الكهرباء إلى انقطاع الكهرباء وخدمات الهاتف عن عدة مقاطعات. دمرت الرياح مئات الأفدنة من الذرة في شمال ليفرمور، كما كان هناك خسائر كبيرة في محصول التفاح في كل أرجاء الولاية وصلت إلى 1.7 مليون دولار. أسقط الإعصار أمطاراً غزيرة وصلت إلى 2.15 إنش (63 ملم) في 12 ساعة عند إتجاهه إلى غرب مين. حطمت الموجات العالية المراكب على طول الساحل. قتل الإعصار ثلاثة أشخاص وأصاب على الأقل ثمانية وتسبب في 10 ملايين دولار خسائر في مين، وكان كارول يُعد هو الكارثة الطبيعية الأكثر تكلفة في تاريخ الولاية، ولكنه فقد هذا الامتياز بعد أن تسبب إعصار إدنا في 15 مليون دولار خسائر في الولاية ب10 أيام.
وصل هطول الأمطار إلى ذروته في كندا عند 4.27 إنش (108 ملم) في كيبك. وصلت العواصف إلى ذروتها في يارماوث نوفا سكوتيا عند 47 ميل في الساعة(75 كم في الساعة). تسبب الآثار الفوق المدارية لكارول في هبوب رياح عالية بسرعة 55 ميل في الساعة (89 كم في الساعة)، فأسقطت الأشجار وأسلاك الكهرباء في مونتريال كيبك، كما أُعلن عن انقطاع في الكهرباء واسع الانتشار في نيو برونزويك وكيبك، واصطدمت الأشجار التي سقطت بثلاث سيارات في سانت جون، نيو برونزويك. تسببت العاصفة في إلغاء رحلات الطيران، كما غُمرت قطارات الأنفاق بمياه الفيضان في مونتريال. بلغت الخسارة حوالي مليون دولار كندي(1954)، كما قُتل شخصين، أحدهما مات غرقاً على سفينة غمرتها المياه في مدينة كيبك.

## النتائج
أعلن دينيس جوزيف روبرتس محافظ رود آيلاند عن حكم عرفي للولاية بعدما تسبب كارول في خسائر فادحة. انتشر الحرس الوطني في ست مدن بماساتشوستس لمنع النهب. أطار رجال الحرس الوطني طائرة من الثلج الجاف من نيوآرك، نيوجيرسي إلى بوسطن لتساعد المناطق الواسعة التي فقدت الكهرباء والتبريد. وظلت مناطق شاسعة بلا كهرباء لأيام وفي بعض المناطق وصلت إلى اسبوع، حتى تمكنت أطقم العاملين من إصلاح أسلاك الكهرباء التي سقطت. تسببت الأغذية الفاسدة التي نتجت عن نقص التبريد في حوالي مليون دولار من الخسائر. وصل فنيو الكهرباء من أماكن آخرى بالولايات المتحدة ليساعدوا في الترميم، كما أزال العمال الأشجار بسرعة من الطرق السريعة. منعت المصانع المتضررة برود آيلاند العاملين من العمل لمدة ثلاثة أسابيع بعدالعاصفة. أُعيد بناء برج الكنيسة الشمالية القديمة في بوسطن عام 1955 بعدما تبرع سكان البلد ب150,000 دولار. أعلن بيرتون ميلفن كروس محافظ مين حالة الطوارئ في الولاية، كما أعلنت إدارة الأعمال الصغيرة ست مقاطعات في مين كمناطق منكوبة. أعلن رئيس الولايات المتحدة دوايت أيزنهاور ماساتشوستس ورود آيلاند كمناطق فيدرالية منكوبة بعد أيام من العاصفة،
وقدمت الحكومة الفيدرالية مساعدة مالية لماساتشوستس بلغت 1.5 مليون دولار. أمر الرئيس قوات الجيش بالمساعدة بعد هذه الكارثة، كما نشر الصليب الأحمر الأمريكي فرق سريعاً في المناطق الأكثر تأثراً بالكارثة لإطعام مئات العائلات. ضرب إعصار إدنا ماساتشوستس الشرقية بعد حوالي 12 يوم من ضرب كارول ل نيو إنجلاند، وتسبب في 40 مليون دولار خسارة إضافية و20 حالة وفاة، وقُدمت مساعدات الكوارث مرة آخرى بعد الإعصار الثاني.
إن الخسائر الفادحة التي سببها إعصار كارول والأعاصير الآخرى في عام 1954 قد دفعت الحكومة إلى أن تخصص بحثاً لتأسيس المشروع القومي لأبحاث الأعاصير. جمع صيادو الأعاصير ومكتب الأرصاد الجوية بيانات عن الأعاصير المتتالية ليحددوا تكوينها كما حاولوا اضعاف العواصف ب يوديد الفضة عن طريق مشروع غضب العاصفة.
حُذف كارول من قائمة الأسماء لمدة 10 سنوات بسبب الخسائر الفادحة التي سببها، ثم أُعيد استخدام الاسم مرة آخرى في موسم نشاط أعاصير المحيط الأطلنطي عام 1965، ولكنه حُذف بأثر رجعي ولن يتم استخدامه بعد ذلك أبداً لإعصار أطلنطي، وكان كارول أول اسم لإعصار أطلنطي يُمحى من قائمة الأسماء.

## وصلات خارجية
الاستعراض الشهري لحالة الطقس عام 1954